# Аборты в Федеративных Штатах Микронезии
Аборт в Федеративных Штатах Микронезии разрешён законом только в том случае, если аборт спасёт жизнь женщины.

## История
До того, как Федеративные Штаты Микронезии получили суверенитет в 1986 году, их законы следовали кодексам, установленным подопечной территорией Тихоокеанские острова, то есть территорией, на которой юридически соблюдаются законы об абортах в Соединённых Штатах Америки. С обретением независимости страна получила право устанавливать свои собственные законы в отношении абортов, а правительственные чиновники поощряли местные обычаи в судебных делах, согласно которым аборт был признан преступным деянием.

### Местная практика абортов
В Федеративных Штатах Микронезии женщины традиционно вызывали аборт с помощью местных трав, вставляя инородные тела в матку или с помощью ритуальных купаний и массажа. Трудно определить количество местных средств правовой защиты от аборта, поскольку случаи регистрируются только в тех случаях, когда аборт приводит к тяжёлой травме, госпитализации или смерти.